# Récepteur X des rétinoïdes
Le récepteur X de rétinoïdes (RXR, retinoid X receptor) est une protéine de la famille des récepteurs nucléaires dépendant de ligand et activé par son association avec le récepteur de l'acide rétinoïque (ou vitamine A). 

## Structure
Il s'agit d'un récepteur homodimère.

## Mécanisme d'action
Le RXR agit sous forme d'hétérodimères avec le récepteur de l'acide rétinoïque (RAR), le récepteur de la vitamine D (VDR), le récepteur des hormones thyroïdiennes ou les récepteurs de prolifération des peroxysomes  (PPAR).

## Fonctions
RXR se comporte comme un facteur de transcription pour certains gènes après fixation sur leur promoteur notamment dans le cas de la synthèse d'ostéopontine (rôle dans fixation du calcium sur les os).

## Physiopathologie
Le dysfonctionnement de ce récepteur, pour des raisons génétiques, peut conduire à deux syndromes souvent corrélés à un trouble neuropsychiatrique des TSA : le syndrome de Smith-Magenis (SMS), est causé par une importante délétion génomique dans le chromosome 17p, qui induit un dysfonctionnement cognitif, physique et comportemental sévère ; le syndrome de Potocki-Lupski (SPL) lié à une duplication réciproque de cette région génomique sur le chromosome 17 . 